# Szerua-eterat

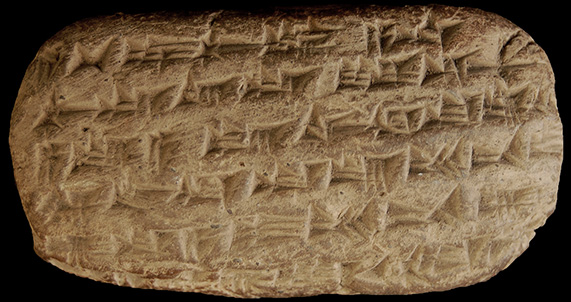
Tabliczka ABL 0308 z listem Szeruy-eterat do Aszur-szarrat

Szerua-eterat (akad. Šērū'a-ēṭerat, tłum. „bogini Szerua jest tą, która ratuje/ocala”) – asyryjska księżniczka, najstarsza córka Asarhaddona (680-669 p.n.e.), siostra Aszurbanipala (669-627? p.n.e.) i Szamasz-szuma-ukina (668-648 p.n.e.).
Znany jest list, który Szerua-eterat napisała do Aszur-szarrat, żony swego brata Aszurbanipala, będącego wówczas jeszcze następcą tronu. W tłumaczeniu A. Leo Oppenheima treść tego listu brzmi następująco:
„Dlaczego nie piszesz do mnie listów, dlaczego nie przysyłasz mi żadnych ustnych wiadomości? Czy w rzeczywistości nie jest tak dlatego, że ludzie mogliby powiedzieć: 'Być może to ta (tj. Szerua-eterat) zajmuje ważniejszą pozycję (na dworze) niż ona?'. A jednak, ja, Szerua-eterat, jestem najstarszą córką urodzoną w oficjalnej siedzibie Aszur-etel-ilani-mukinni (tj. Asarhaddona), wielkiego i prawego króla, króla świata, króla Asyrii, podczas gdy ty jesteś tylko synową, panią domu Aszurbanipala, najstarszego syna króla urodzonego w oficjalnej siedzibie Asarhaddona, króla Asyrii”
List ten przedstawiany jest jako dowód na to, że obie kobiety nie przepadały za sobą. Szerua-eterat wytykać ma w nim swej bratowej, iż ta nie okazała jej należytego szacunku, należnego jej ze względu na jej pochodzenie i status na dworze asyryjskim. Przypomina jednocześnie Aszur-szarrat, iż ta jest jedynie synową panującego króla, podczas gdy Szerua-eterat jest jego najstarszą córką.
Zupełnie inaczej tłumaczy ten sam list Alasdair Livingstone:
„Czemu nie zapisujesz swoich tabliczek i nie recytujesz swoich ćwiczeń? (Chcesz) aby ludzie powiedzieli: 'Czy to jest siostra Szeruy-eterat, najstarszej córki pałacu sukcesji Aszur-etel-ilani-mukinni, wielkiego króla, prawego króla, króla świata, króla Asyrii?'. A ty jesteś synową, panią domu Aszurbanipala, wielkiego następcy tronu domu sukcesji Asarhaddona, króla Asyrii”
Z tego tłumaczenia nie wynika już, aby list ten dotyczyć miał animozji panujących pomiędzy obiema kobietami. Szerua-eterat zwraca w nim jedynie uwagę Aszur-szarrat, aby ta wprawiała się w sztuce pisania i czytania, gdyż tego oczekuje się od niej jako od przyszłej królowej asyryjskiej. Sama Szerua-eterat daje jednocześnie do zrozumienia, iż ona sama posiadła już tę sztukę. Na tej podstawie niektórzy uczeni przypuszczają, iż nauka pisania i czytania była obowiązkowym elementem edukacji młodych członków rodziny królewskiej.
Szerua-eterat wzmiankowana jest również w bardzo uszkodzonym liście z czasów panowania Aszurbanipala, w którym jej imię wymieniane jest obok imienia babilońskiego króla Kandalanu. Wspomniana jest ona również w kilku innych dokumentach, gdzie jej imię wymieniane jest zaraz po imionach jej braci, Aszurbanipala i Szamasz-szuma-ukina.
Znany jest również pochodzący z późniejszych czasów tekst aramejski, opowiadający historię dwóch braci, Aszurbanipala (noszącego w opowieści imię Sarbanabal) i Szamasz-szuma-ukina (noszącego imię Sarmuge), oraz ich siostry Szeruy-eterat (występującej pod imieniem Saritrah). W opowieści tej Szerua-eterat zostaje wysłana przez Aszurbanipala do jego zbuntowanego brata Szamasz-szuma-ukina z misją przekonania go do powrotu do Niniwy.
|  |  |  |  |  |  |                    |                    |                    |                    |                    |                    |  |  |                        |                        |                        |                        |                        |                        |  |  |                          |                          |                          |                          |                          |                          |  |  |                  |                  |                  |                  |                  |                  |  |  |                          |                          |                          |                          | Asarhaddon               |                          |  |  |                        |                        |                        |                        |                        |                        |  |  |                                        |                                        |                                        |                                        |                                        |                                        |  |  |                    |                    |                    |                    |                    |                    |  |  |                               |                               |                               |                               |                               |                               |  |  |                     |                     |                     |                     |                     |                     |
|  |  |  |  |  |  |                    |                    |                    |                    |                    |                    |  |  |                        |                        |                        |                        |                        |                        |  |  |                          |                          |                          |                          |                          |                          |  |  |                  |                  |                  |                  |                  |                  |  |  |                          |                          |                          |                          |                          |                          |  |  |                        |                        |                        |                        |                        |                        |  |  |                                        |                                        |                                        |                                        |                                        |                                        |  |  |                    |                    |                    |                    |                    |                    |  |  |                               |                               |                               |                               |                               |                               |  |  |                     |                     |                     |                     |                     |                     |
|  |  |  |  |  |  |                    |                    |                    |                    |                    |                    |  |  |                        |                        |                        |                        |                        |                        |  |  |                          |                          |                          |                          |                          |                          |  |  |                  |                  |                  |                  |                  |                  |  |  |                          |                          |                          |                          |                          |                          |  |  |                        |                        |                        |                        |                        |                        |  |  |                                        |                                        |                                        |                                        |                                        |                                        |  |  |                    |                    |                    |                    |                    |                    |  |  |                               |                               |                               |                               |                               |                               |  |  |                     |                     |                     |                     |                     |                     |
|  |  |  |  |  |  | Sin-nadin-apli syn | Sin-nadin-apli syn | Sin-nadin-apli syn | Sin-nadin-apli syn | Sin-nadin-apli syn | Sin-nadin-apli syn |  |  | Szamasz-szuma-ukin syn | Szamasz-szuma-ukin syn | Szamasz-szuma-ukin syn | Szamasz-szuma-ukin syn | Szamasz-szuma-ukin syn | Szamasz-szuma-ukin syn |  |  | Szamasz-metu-uballit syn | Szamasz-metu-uballit syn | Szamasz-metu-uballit syn | Szamasz-metu-uballit syn | Szamasz-metu-uballit syn | Szamasz-metu-uballit syn |  |  | Aszurbanipal syn | Aszurbanipal syn | Aszurbanipal syn | Aszurbanipal syn | Aszurbanipal syn | Aszurbanipal syn |  |  | Aszur-takisza-liblut syn | Aszur-takisza-liblut syn | Aszur-takisza-liblut syn | Aszur-takisza-liblut syn | Aszur-takisza-liblut syn | Aszur-takisza-liblut syn |  |  | Aszur-mukin-pale’a syn | Aszur-mukin-pale’a syn | Aszur-mukin-pale’a syn | Aszur-mukin-pale’a syn | Aszur-mukin-pale’a syn | Aszur-mukin-pale’a syn |  |  | Aszur-etel-szame-erseti-muballissu syn | Aszur-etel-szame-erseti-muballissu syn | Aszur-etel-szame-erseti-muballissu syn | Aszur-etel-szame-erseti-muballissu syn | Aszur-etel-szame-erseti-muballissu syn | Aszur-etel-szame-erseti-muballissu syn |  |  | Sin-per’u-ukin syn | Sin-per’u-ukin syn | Sin-per’u-ukin syn | Sin-per’u-ukin syn | Sin-per’u-ukin syn | Sin-per’u-ukin syn |  |  | Aszur-szarrani-muballissu syn | Aszur-szarrani-muballissu syn | Aszur-szarrani-muballissu syn | Aszur-szarrani-muballissu syn | Aszur-szarrani-muballissu syn | Aszur-szarrani-muballissu syn |  |  | Szerua-eterat córka | Szerua-eterat córka | Szerua-eterat córka | Szerua-eterat córka | Szerua-eterat córka | Szerua-eterat córka |